# Ligas Departamentales de Fútbol de Perú 2019
Las Ligas departamentales de Perú de 2019 son en su conjunto un sistema de ligas que se juegan en cada una de las 24 regiones peruanas y en la Provincia Constitucional del Callao (25 departamentos) y que sirven para determinar a los equipos que clasificarán a la Etapa Nacional de la Copa Perú 2019.
El sistema de competición es variado, se juega tanto bajo el sistema de eliminación directa como con el sistema de todos contra todos. Cada una de las provincias que integran el departamento puede clasificar un máximo de dos equipos: el campeón y subcampeón de la Liga Provincial.

## Liga Departamental de Amazonas
Este año el torneo tuvo grandes sorpresas como la eliminación del equipo más grande de Amazonas, Deportivo Sachapuyos, en primera ronda   y la no partición de Bagua Grande F. C.

### Participantes
| Provincia            | Distrito     | Equipos                            |
| -------------------- | ------------ | ---------------------------------- |
| Condorcanqui         | Río Santiago | La Poza                            |
| Condorcanqui         | Río Santiago | Real Kampamkis                     |
| Bagua                | Bagua        | IS Pedagógico                      |
| Bagua                | Aramango     | Alianza Polvorín                   |
| Bongará              | Jazán        | Deportivo Municipal de Jazán       |
| Bongará              | Florida      | Cultural San Lorenzo               |
| Rodríguez de Mendoza | San Nicolás  | Deportivo Municipal de San Nicolás |
| Rodríguez de Mendoza | Longar       | Academia Real Amazonas             |
| Chachapoyas          | Chachapoyas  | UNTRM                              |
| Chachapoyas          | Chachapoyas  | Deportivo Sachapuyos               |
| Utcubamba            | Cumba        | Independiente Hualango             |
| Utcubamba            | Bagua Grande | Sporting Victoria                  |

### Primera fase
| Local ida                | Global | Local vuelta           | Ida          | Vuelta |
| ------------------------ | ------ | ---------------------- | ------------ | ------ |
| La Poza                  | 1 − 5  | Alianza Polvorín       | 1 − 2        | 0 − 3  |
| IS Pedagógico            | 3 − 5  | Sporting Victoria      | 2 − 2        | 1 − 3  |
| Independiente Hualango   | (w.o.) | Real Kampamkis         | 3 − 0 (w.o.) | (w.o.) |
| Municipal de Jazán       | 3 − 1  | Deportivo Sachapuyos   | 2 − 1        | 1 − 0  |
| Municipal de San Nicolás | 9 − 3  | Cultural San Lorenzo   | 4 − 2        | 5 − 1  |
| UNTRM                    | 4 − 2  | Academia Real Amazonas | 2 − 1        | 2 − 1  |

### Segunda fase
| Local ida              | Global | Local vuelta             | Ida   | Vuelta |
| ---------------------- | ------ | ------------------------ | ----- | ------ |
| Independiente Hualango | 1 − 3  | UNTRM                    | 1 − 1 | 0 − 2  |
| Municipal de Jazán     | 5 − 2  | Alianza Polvorín         | 4 − 1 | 1 − 1  |
| Sporting Victoria      | 9 − 5  | Municipal de San Nicolás | 6 − 2 | 3 − 3  |

#### Tabla de perdedores
| Equipo                   | Pts. | PJ | PG | PE | PP | GF | GC | DG |
| ------------------------ | ---- | -- | -- | -- | -- | -- | -- | -- |
| Independiente Hualango   | 1    | 2  | 0  | 1  | 1  | 1  | 3  | -2 |
| Alianza Polvorín         | 1    | 2  | 0  | 1  | 1  | 2  | 5  | -3 |
| Municipal de San Nicolás | 1    | 2  | 0  | 1  | 1  | 5  | 9  | -4 |

### Semifinal
| Local ida          | Global     | Local vuelta           | Ida   | Vuelta |
| ------------------ | ---------- | ---------------------- | ----- | ------ |
| Sporting Victoria  | 13 − 1     | Independiente Hualango | 6 − 1 | 7 − 0  |
| Municipal de Jazán | (v.) 1 − 1 | UNTRM                  | 0 − 0 | 1 − 1  |

### Final
| 25 de agosto de 2019, 15:30 | Sporting Victoria | 2(1) - 2(4) | Deportivo Municipal de Jazán | Estadio San Luis, Bagua Grande |  |

|                                      |
|                                      |
|                                      |
| Campeón Deportivo Municipal de Jazán |

## Liga Departamental de Callao

### Participantes
| Provincia | Distrito                   | Clubes                      |
| --------- | -------------------------- | --------------------------- |
| Callao    | Bellavista/La Perla        | América Latina              |
| Callao    | Bellavista/La Perla        | Zur Gol                     |
| Callao    | Bellavista/La Perla        | San Judas Tadeo             |
| Callao    | Bellavista/La Perla        | Job La Perla                |
| Callao    | Bellavista/La Perla        | Unión Fuerza Chalaca        |
| Callao    | Bellavista/La Perla        | Juventud La Perla           |
| Callao    | Callao                     | Chalaca FC                  |
| Callao    | Callao                     | Apple Sport                 |
| Callao    | Callao                     | Sport Callao                |
| Callao    | Callao                     | ADC Callao                  |
| Callao    | Carmen de la Legua Reynoso | José López Pasos            |
| Callao    | Carmen de la Legua Reynoso | Juventud Amigos             |
| Callao    | Dulanto                    | Independiente Unión Chalaca |
| Callao    | Dulanto                    | Defensor Todos Unidos       |
| Callao    | Mi Perú                    | Juventud Palmeiras          |
| Callao    | Mi Perú                    | Unión Progreso              |
| Callao    | Ventanilla                 | AEB                         |
| Callao    | Ventanilla                 | Estrella Azul               |
| Callao    | Ventanilla                 | Hijos de Ventanilla         |
| Callao    | Ventanilla                 | Sport Las Mercedes          |

### Fase de grupos

#### Grupo A
| Equipos             | Pts. | PJ | PG | PE | PP | GF | GC | Dif |
| ------------------- | ---- | -- | -- | -- | -- | -- | -- | --- |
| Zur Gol             | 6    | 2  | 2  | 0  | 0  | 2  | 0  | +2  |
| Hijos de Ventanilla | 2    | 2  | 0  | 2  | 0  | 2  | 2  | 0   |
| Sport Callao        | 1    | 2  | 0  | 1  | 1  | 1  | 2  | -1  |
| Unión Progreso      | 1    | 2  | 0  | 1  | 1  | 1  | 2  | -1  |

Fecha 1
| 11 de agosto de 2019, 11:30 | Zur Gol | 1 - 0 | Unión Progreso | Estadio Facundo Ramírez Aguilar, Ventanilla |  |

| 11 de agosto de 2019, 17:00 | Sport Callao | 1 - 1 | Hijos de Ventanilla | Estadio Campolo Alcalde, La Perla |  |

Fecha 2
| 18 de agosto de 2019, 08:00 | Unión Progreso | 1 - 1 | Hijos de Ventanilla | Estadio Facundo Ramírez Aguilar, Ventanilla |  |

| 18 de agosto de 2019, 17:00 | Zur Gol | 1 - 0 | Sport Callao | Estadio Facundo Ramírez Aguilar, Ventanilla |  |

#### Grupo B
| Equipos               | Pts. | PJ | PG | PE | PP | GF | GC | Dif |
| --------------------- | ---- | -- | -- | -- | -- | -- | -- | --- |
| Estrella Azul         | 6    | 2  | 2  | 0  | 0  | 5  | 2  | +3  |
| Juventud Amigos       | 3    | 2  | 1  | 0  | 1  | 4  | 2  | +2  |
| Defensor Todos Unidos | 3    | 2  | 1  | 0  | 1  | 5  | 6  | -1  |
| San Judas Tadeo       | 0    | 2  | 0  | 0  | 2  | 3  | 7  | -4  |

Fecha 1
| 10 de agosto de 2019, 13:30 | Estrella Azul | 4 - 2 | Defensor Todos Unidos | Estadio Facundo Ramírez Aguilar, Ventanilla |  |

| 11 de agosto de 2019, 20:00 | San Judas Tadeo | 1 - 4 | Juventud Amigos | Estadio Campolo Alcalde, La Perla |  |

Fecha 2
| 17 de agosto de 2019, 12:40 | San Judas Tadeo | 2 - 3 | Defensor Todos Unidos | Estadio Facundo Ramírez Aguilar, Ventanilla |  |

| 17 de agosto de 2019, 14:20 | Juventud Amigos | 0 - 1 | Estrella Azul | Estadio Facundo Ramírez Aguilar, Ventanilla |  |

#### Grupo C
| Equipos              | Pts. | PJ | PG | PE | PP | GF | GC | Dif |
| -------------------- | ---- | -- | -- | -- | -- | -- | -- | --- |
| José López Pasos (*) | 6    | 2  | 2  | 0  | 0  | 3  | 0  | +3  |
| Juventud Palmeiras   | 4    | 2  | 1  | 1  | 0  | 3  | 2  | -1  |
| Unión Fuerza Chalaca | 1    | 2  | 0  | 1  | 1  | 0  | 2  | -2  |
| AEB                  | 0    | 2  | 0  | 0  | 2  | 2  | 4  | -2  |

(*) Descalificado por actos violentos
Fecha 1
| 11 de agosto de 2019, 13:00 | AEB | 0 - 1 | José López Pasos | Estadio Facundo Ramírez Aguilar, Ventanilla |  |

| 11 de agosto de 2019, 14:30 | Juventud Palmeiras | 0 - 0 | Unión Fuerza Chalaca | Estadio Facundo Ramírez Aguilar, Ventanilla |  |

Fecha 2
| 17 de agosto de 2019, 11:00 | Juventud Palmeiras | 3 - 2 | AEB | Estadio Facundo Ramírez Aguilar, Ventanilla |  |

| 18 de agosto de 2019, 09:30 | José López Pasos | 2 - 0 | Unión Fuerza Chalaca | Estadio Facundo Ramírez Aguilar, Ventanilla |  |

#### Grupo D
| Equipos                     | Pts. | PJ | PG | PE | PP | GF | GC | Dif |
| --------------------------- | ---- | -- | -- | -- | -- | -- | -- | --- |
| Independiente Unión Chalaca | 7    | 3  | 2  | 1  | 0  | 5  | 3  | +2  |
| Juventud La Perla           | 6    | 3  | 2  | 0  | 1  | 10 | 5  | +5  |
| Apple Sport                 | 1    | 2  | 0  | 1  | 1  | 1  | 4  | -3  |
| Sport Las Mercedes          | 0    | 2  | 0  | 0  | 2  | 4  | 8  | -4  |

Fecha 1
| 11 de agosto de 2019, 18:30 | Apple Sport | 1 - 1 | Independiente Unión Chalaca | Estadio Campolo Alcalde, La Perla |  |

| 11 de agosto de 2019, 21:30 | Juventud La Perla | 6 - 3 | Sport Las Mercedes | Estadio Campolo Alcalde, La Perla |  |

Fecha 2
| 18 de agosto de 2019, 12:40 | Apple Sport | 0 - 3 | Juventud La Perla | Estadio Facundo Ramírez Aguilar, Ventanilla |  |

| 18 de agosto de 2019, 14:20 | Independiente Unión Chalaca | 2 - 1 | Sport Las Mercedes | Estadio Facundo Ramírez Aguilar, Ventanilla |  |

Fecha 3
| 25 de agosto de 2019, 14:00 | Juventud La Perla | 1 - 2 | Independiente Unión Chalaca | Estadio Facundo Ramírez Aguilar, Ventanilla |  |

#### Grupo E
| Equipos        | Pts. | PJ | PG | PE | PP | GF | GC | Dif |
| -------------- | ---- | -- | -- | -- | -- | -- | -- | --- |
| Chalaca FC     | 7    | 3  | 2  | 1  | 0  | 3  | 1  | +2  |
| América Latina | 6    | 3  | 2  | 0  | 1  | 4  | 3  | +1  |
| ADC Callao     | 3    | 3  | 1  | 0  | 2  | 3  | 4  | -1  |
| Job La Perla   | 1    | 3  | 0  | 1  | 2  | 1  | 3  | -2  |

Fecha 1
| 10 de agosto de 2019, 15:30 | América Latina | 1 - 2 | Chalaca FC | Estadio Facundo Ramírez Aguilar, Ventanilla |  |

| 11 de agosto de 2019, 10:00 | Job La Perla | 1 - 2 | ADC Callao | Estadio Facundo Ramírez Aguilar, Ventanilla |  |

Fecha 2
| 17 de agosto de 2019, 16:00 | ADC Callao | 1 - 2 | América Latina | Estadio Facundo Ramírez Aguilar, Ventanilla |  |

| 18 de agosto de 2019, 11:00 | Job La Perla | 0 - 0 | Chalaca FC | Estadio Facundo Ramírez Aguilar, Ventanilla |  |

Fecha 3
| 25 de agosto de 2019, 10:00 | Job La Perla | 0 - 1 | América Latina | Estadio Facundo Ramírez Aguilar, Ventanilla |  |

| 25 de agosto de 2019, 12:00 | ADC Callao | 0 - 1 | Chalaca FC | Estadio Facundo Ramírez Aguilar, Ventanilla |  |

### Segunda Fase
| 30 de agosto de 2019, 13:30 | Independiente Unión Chalaca | 1 - 0 | Chalaca FC | Estadio Facundo Ramírez Aguilar, Ventanilla |  |

### Final
| 1 de setiembre de 2019, 13:30 | Zur Gol | 0(3) - 0(5) | Estrella Azul (C) | Estadio Facundo Ramírez Aguilar, Ventanilla |  |

| 1 de setiembre de 2019, 15:30 | Juventud Palmeiras (Sub C) | 2(4) - 2(3) | Independiente Unión Chalaca | Estadio Facundo Ramírez Aguilar, Ventanilla |  |

|                       |
|                       |
|                       |
| Campeón Estrella Azul |

## Liga Departamental de Lambayeque

### Participantes
| Provincia  | Distrito            | Club                  | Condición             |
| ---------- | ------------------- | --------------------- | --------------------- |
| Chiclayo   | José Leonardo Ortiz | Carlos Stein          | Campeón provincial    |
| Chiclayo   | La Victoria         | Defensor Cabrera      | Subcampeón provincial |
| Chiclayo   | Cayaltí             | Santa María           | Tercero provincial    |
| Chiclayo   | Saña                | Unión San Agustín (*) | Cuarto provincial     |
| Ferreñafe  | Ferreñafe           | Casimiro Chumán       | Campeón provincial    |
| Ferreñafe  | Ferreñafe           | Juventud San Martín   | Subcampeón provincial |
| Lambayeque | Íllimo              | J. J. Arquitectura    | Campeón provincial    |
| Lambayeque | Mochumí             | Deportivo América     | Subcampeón provincial |
| Lambayeque | Pacora              | Juventud San Martín   | Tercero provincial    |
| Lambayeque | Túcume              | Estudiantes de Túcume | Cuarto provincial     |

(*) El club Unión San Agustín de Zaña fue sancionado por un año y a la vez separado de la etapa departamental de la Copa Perú 2019.

### Fase de grupos

#### Grupo A
| Equipo                  | Pts. | PJ | PG | PE | PP | GF | GC | DG |
| ----------------------- | ---- | -- | -- | -- | -- | -- | -- | -- |
| Carlos Stein            | 10   | 4  | 3  | 1  | 0  | 8  | 0  | +8 |
| Casimiro Chumán         | 7    | 4  | 2  | 1  | 1  | 7  | 7  | 0  |
| Estudiantes de Túcume   | 7    | 4  | 2  | 1  | 1  | 7  | 3  | +4 |
| Deportivo América       | 2    | 4  | 0  | 2  | 2  | 2  | 5  | –3 |
| Juventud San Martín (P) | 1    | 4  | 1  | 0  | 3  | 2  | 11 | –9 |

Fecha 1
| 7 de julio de 2019, 11:00 | Carlos Stein (José Leonardo Ortiz) | 4 - 0 | Casimiro Chumán (Ferreñafe) | Estadio Carlos Castañeda, José Leonardo Ortiz |  |

| 7 de julio de 2019, 11:00 | Juventud San Martín (Pacora) | 1 - 1 | Deportivo América (Mochumí) | Estadio Arturo Rivadeneyra, Pacora |  |

Fecha 2
| 14 de julio de 2019, 16:00 | Deportivo América (Mochumí) | 0 - 2 | Carlos Stein (José Leonardo Ortiz) | Estadio Municipal de Mochumí, Mochumí |  |

| 14 de julio de 2019, 11:00 | Casimiro Chumán (Ferreñafe) | 3 - 1 | Estudiantes de Túcume (Túcume) | Estadio Carlos Samamé, Ferreñafe |  |

Fecha 3
| 21 de julio de 2019, 15:30 | Carlos Stein (José Leonardo Ortiz) | 2 - 0 | Juventud San Martín (Pacora) | Estadio Carlos Castañeda, José Leonardo Ortiz |  |

| 21 de julio de 2019, 16:00 | Estudiantes de Túcume (Túcume) | 1 - 0 | Deportivo América (Mochumí) | Estadio Municipal de Mochumí, Mochumí |  |

Fecha 4
| 28 de julio de 2019, 16:00 | Estudiantes de Túcume (Túcume) | 0 - 0 | Carlos Stein (José Leonardo Ortiz) | Estadio Municipal de Íllimo, Íllimo |  |

| 28 de julio de 2019, 16:00 | Juventud San Martín (Pacora) | 1 - 3 | Casimiro Chumán (Ferreñafe) | Estadio Arturo Rivadeneyra, Pacora |  |

Fecha 5
| 4 de agosto de 2019, 16:00 | Casimiro Chumán (Ferreñafe) | 1 - 1 | Deportivo América (Mochumí) | Estadio Carlos Samamé, Ferreñafe |  |

| 4 de agosto de 2019, 16:00 | Estudiantes de Túcume (Túcume) | 5 - 0 | Juventud San Martín (Pacora) | Estadio Municipal de Íllimo, Íllimo |  |

Partido Definitorio
| 7 de agosto de 2019, 15:30 | Casimiro Chumán (Ferreñafe) | 0 (?) - 0 (?) | Estudiantes de Túcume (Túcume) | Estadio Carlos Samamé, Ferreñafe |  |

#### Grupo B
| Equipo                  | Pts. | PJ | PG | PE | PP | GF | GC | DG |
| ----------------------- | ---- | -- | -- | -- | -- | -- | -- | -- |
| J. J. Arquitectura      | 9    | 3  | 3  | 0  | 0  | 9  | 1  | +8 |
| Santa María             | 4    | 3  | 1  | 1  | 1  | 5  | 3  | +2 |
| Defensor Cabrera        | 4    | 3  | 1  | 1  | 1  | 3  | 6  | -3 |
| Juventud San Martín (F) | 0    | 3  | 0  | 0  | 3  | 2  | 9  | –7 |

Fecha 1
| 7 de julio de 2019, 11:00 | Santa María (Cayaltí) | 1 - 1 | Defensor Cabrera (Chiclayo) | Estadio Santa María, Cayaltí |  |

| 7 de julio de 2019, 11:00 | Juventud San Martín (Ferreñafe) | 1 - 3 | J. J. Arquitectura (Íllimo) | Estadio Carlos Samamé, Ferreñafe |  |

Fecha 2
| 14 de julio de 2019, 16:00 | J. J. Arquitectura (Íllimo) | 2 - 0 | Santa María (Cayaltí) | Estadio Municipal de Íllimo, Íllimo |  |

| 14 de julio de 2019, 11:00 | Defensor Cabrera (Chiclayo) | 2 - 1 | Juventud San Martín (Ferreñafe) | Estadio Carlos Castañeda, La Victoria |  |

Fecha 3
| 21 de julio de 2019, 15:30 | Santa María (Cayaltí) | 4 - 0 | Juventud San Martín (Ferreñafe) | Estadio Santa María, Cayaltí |  |

| 21 de julio de 2019, 16:00 | J. J. Arquitectura (Íllimo)                                                   | 4 - 0 (1 - 0) | Defensor Cabrera (Chiclayo) | Estadio Municipal de Íllimo, Íllimo |  |
|                            | Tomás Prieto 28' · Anderson Damián 55' · Miguel Falla 70' · Isidro Arroyo 80' |               |                             |                                     |  |

Partido Definitorio
| 27 de julio de 2019, 15:00 | Santa María (Cayaltí) | 4 - 1 | Defensor Cabrera (Chiclayo) | Estadio Eugenio Zapata, Tumán |  |

#### Semifinales
| Local ida       | Global | Local vuelta       | Ida   | Vuelta |
| --------------- | ------ | ------------------ | ----- | ------ |
| Casimiro Chumán | 2 − 4  | J. J. Arquitectura | 0 − 2 | 2 − 2  |
| Santa María     | 0 − 3  | Carlos Stein       | 0 − 2 | 0 − 1  |

Ida
| 11 de agosto de 2019, 11:00 | Casimiro Chumán (Ferreñafe) | 0 - 2 (0 - 2) | J. J. Arquitectura (Íllimo) | Estadio Carlos Samamé, Ferreñafe |  |
|                             |                             |               | 25' 45' Ernesto Rivera      |                                  |  |

| 11 de agosto de 2019, 16:00 | Santa María (Cayaltí) | 0 - 2 (0 - 0) | Carlos Stein (José Leonardo Ortiz) | Estadio Municipal de Cayaltí, Cayaltí |  |
|                             |                       |               | 63' Tunde Enahoro · ???' ???       |                                       |  |

Vuelta
| 17 de agosto de 2019, 15:00 | Carlos Stein (José Leonardo Ortiz) | 1 - 0 (0 - 0) | Santa María (Cayaltí) | Estadio Carlos Casteñeda, José Leonardo Ortiz |  |
|                             | Luis León 80'                      |               |                       |                                               |  |

| 18 de agosto de 2019, 15:30 | J. J. Arquitectura (Íllimo)             | 2 - 2 (2 - 1) | Casimiro Chumán (Ferreñafe) | Estadio Municipal de Íllimo, Íllimo |  |
|                             | William Huancas 20' · Isidro Arroyo 31' |               | ???' ??? · 75' ???          |                                     |  |

#### Final
| 25 de agosto de 2019, 15:00 | Carlos Stein (José Leonardo Ortiz) | 2 - 1 (1 - 1) | J. J. Arquitectura (Íllimo) | Estadio César Flores Marigorda, Lambayeque |                           |
|                             | Haron Hoyos 5' 70'                 |               | 39' Diego Mendoza           | Árbitro(s): Roberto Mauro                  | Árbitro(s): Roberto Mauro |

|                                       |
|                                       |
|                                       |
| Campeón F. C. Carlos Stein 1.° título |

## Liga Departamental de Lima

### Participantes
| Provincia  | Ciudad    | Clubes                   |
| ---------- | --------- | ------------------------ |
| Lima       | Lima      | DIM                      |
| Lima       | Lima      | Hender Morales           |
| Huaral     | Huaral    | Credicoop Huaral         |
| Huaral     | Aucallama | Paz Soldán               |
| Barranca   | Barranca  | Defensor San Nicolás     |
| Barranca   | Barranca  | Estrella Roja            |
| Barranca   | Barranca  | Deportivo Cosmos         |
| Canta      | Yangas    | Los Ángeles Negros       |
| Canta      | Macas     | Santa Rosa de Macas      |
| Huarochiri | San Mateo | Juventud Huaripache      |
| Huarochiri | San Mateo | Alianza San Mateo        |
| Huaura     | Huacho    | Maristas Huacho          |
| Huaura     | Huacho    | Social Venus             |
| Huaura     | Huacho    | Juventud Panana          |
| Cañete     | Cañete    | San Lorenzo de Porococha |
| Cañete     | Imperial  | Walter Ormeño            |

### Octavos de final
| Local ida             | Global           | Local vuelta        | Ida   | Vuelta |
| --------------------- | ---------------- | ------------------- | ----- | ------ |
| Credicoop Huaral      | 1 − 4            | Social Venus        | 0 − 0 | 1 − 4  |
| Defensor San Nicolás  | 1 − 1 (v.)       | DIM                 | 1 − 1 | 0 − 0  |
| Hender Morales        | 3 − 1            | Juventud Huaripache | 3 − 0 | 0 − 1  |
| Santa Rosa de Macas   | 2 − 9            | Maristas Huacho     | 1 − 4 | 1 − 5  |
| San Lorenzo Porococha | 3 − 3 (4 − 5 p.) | Deportivo Cosmos    | 2 − 1 | 1 − 2  |
| Juventud Panana       | 1 − 5            | Walter Ormeño       | 1 − 1 | 0 − 4  |
| Estrella Roja         | 1 − 2            | Los Ángeles Negros  | 1 − 1 | 0 − 1  |
| Alianza San Mateo     | 2 − 4            | Paz Soldán          | 2 − 2 | 0 − 2  |

### Cuartos de final
| Local ida          | Global     | Local vuelta   | Ida   | Vuelta |
| ------------------ | ---------- | -------------- | ----- | ------ |
| Los Ángeles Negros | 1 − 4      | DIM            | 1 − 3 | 0 − 1  |
| Maristas Huacho    | 1 − 0      | Hender Morales | 1 − 0 | 0 − 0  |
| Walter Ormeño      | (v.) 2 − 2 | Paz Soldán     | 0 − 1 | 2 − 1  |
| Deportivo Cosmos   | 0 − 3      | Social Venus   | 0 − 0 | 0 − 3  |

### Semifinal
| Local ida       | Global           | Local vuelta  | Ida   | Vuelta |
| --------------- | ---------------- | ------------- | ----- | ------ |
| DIM             | 1 − 1 (3 − 1 p.) | Social Venus  | 1 − 0 | 0 − 1  |
| Maristas Huacho | 3 − 2            | Walter Ormeño | 3 − 2 | 0 − 0  |

### Final
| 31 de agosto de 2019, 15:30 | Maristas Huacho | 3 - 2 | DIM | Estadio Segundo Aranda Torres, Huacho |  |

|                         |
|                         |
|                         |
| Campeón Maristas Huacho |

## Liga Departamental de Madre de Dios

### Participantes
| Provincia | Distrito         | Clubes               |
| --------- | ---------------- | -------------------- |
| Tambopata | Puerto Maldonado | Hospital Santa Rosa  |
| Tambopata | Puerto Maldonado | Deportivo Maldonado  |
| Tahuamanu | Iberia           | Deportivo Monterrico |
| Tahuamanu | Iñapari          | Deportivo Madeacre   |
| Manú      | Madre de Dios    | Mafer                |
| Manú      | Madre de Dios    | Puerto Carlos        |

## Liga Departamental de Ucayali

### Participantes
| Provincia        | Ciudad         | Clubes                |
| ---------------- | -------------- | --------------------- |
| Atalaya          | Atalaya        | Tecnológico           |
| Atalaya          | Tahuanía       | Estudiantil           |
| Coronel Portillo |                | Colegio Comercio N°64 |
| Coronel Portillo | San Juan Bosco |                       |
| Padre Abad       |                | Municipal de Aguaytía |
| Padre Abad       | El Triunfo     |                       |
| Puerto Inca      |                | Escuela Municipal     |
| Puerto Inca      | Huracán        |                       |

### Primera fase
| Local ida      | Global | Local vuelta          | Ida   | Vuelta |
| -------------- | ------ | --------------------- | ----- | ------ |
| El Triunfo     | 3 − 15 | Colegio Comercio N°64 | 1 − 8 | 7 − 2  |
| San Juan Bosco | 3 − 4  | Municipal de Aguaytía | 2 − 1 | 3 − 1  |
| Huracán        | 1 − 4  | Tecnológico           | 0 − 1 | 3 − 1  |
| Estudiantil    | 4 − 5  | Escuela Municipal     | 2 − 2 | 3 − 2  |

### Final
| Equipos               | Pts. | PJ | PG | PE | PP | GF | GC | Dif |
| --------------------- | ---- | -- | -- | -- | -- | -- | -- | --- |
| Municipal de Aguaytía | 9    | 3  | 3  | 0  | 0  | 8  | 3  | +5  |
| Colegio Comercio N°64 | 4    | 3  | 1  | 1  | 1  | 7  | 5  | +2  |
| Escuela Municipal     | 4    | 3  | 1  | 1  | 1  | 5  | 5  | 0   |
| Tecnológico           | 0    | 3  | 0  | 0  | 3  | 1  | 1  | -7  |

Fecha 1
| 7 de agosto de 2019, 13:00 | Colegio Comercio n°64 | 1 - 1 | Escuela Municipal | Aliardo Soria Pérez, Pucallpa |  |

| 7 de agosto de 2019, 15:00 | Tecnológico | 0 - 1 | Municipal de Aguaytía | Aliardo Soria Pérez, Pucallpa |  |

Fecha 2
| 13 de agosto de 2019, 13:00 | Tecnológico | 0 - 3 | Colegio Comercio n°64 | Aliardo Soria Pérez, Pucallpa |  |

| 13 de agosto de 2019, 15:00 | Escuela Municipal | 0 - 3 | Municipal de Aguaytía | Aliardo Soria Pérez, Pucallpa |  |

Fecha 3
| 17 de agosto de 2019, 13:00 | Escuela Municipal | 4 - 1 | Tecnológico | Aliardo Soria Pérez, Pucallpa |  |

| 17 de agosto de 2019, 15:00 | Colegio Comercio n°64 | 3 - 4 | Municipal de Aguaytía | Aliardo Soria Pérez, Pucallpa |  |

Partido Extra
| 21 de agosto de 2019, 13:00 | Colegio Comercio n°64 | 0(5) - 0(3) | Escuela Municipal | Aliardo Soria Pérez, Pucallpa |  |

|                               |
|                               |
|                               |
| Campeón Municipal de Aguaytía |